# المشاكل البيئية في ليبيا
تشمل القضايا البيئية في ليبيا التصحر وقلة المياه العذبة وانقراض الحياة الطبيعية.

## القضايا البيئية

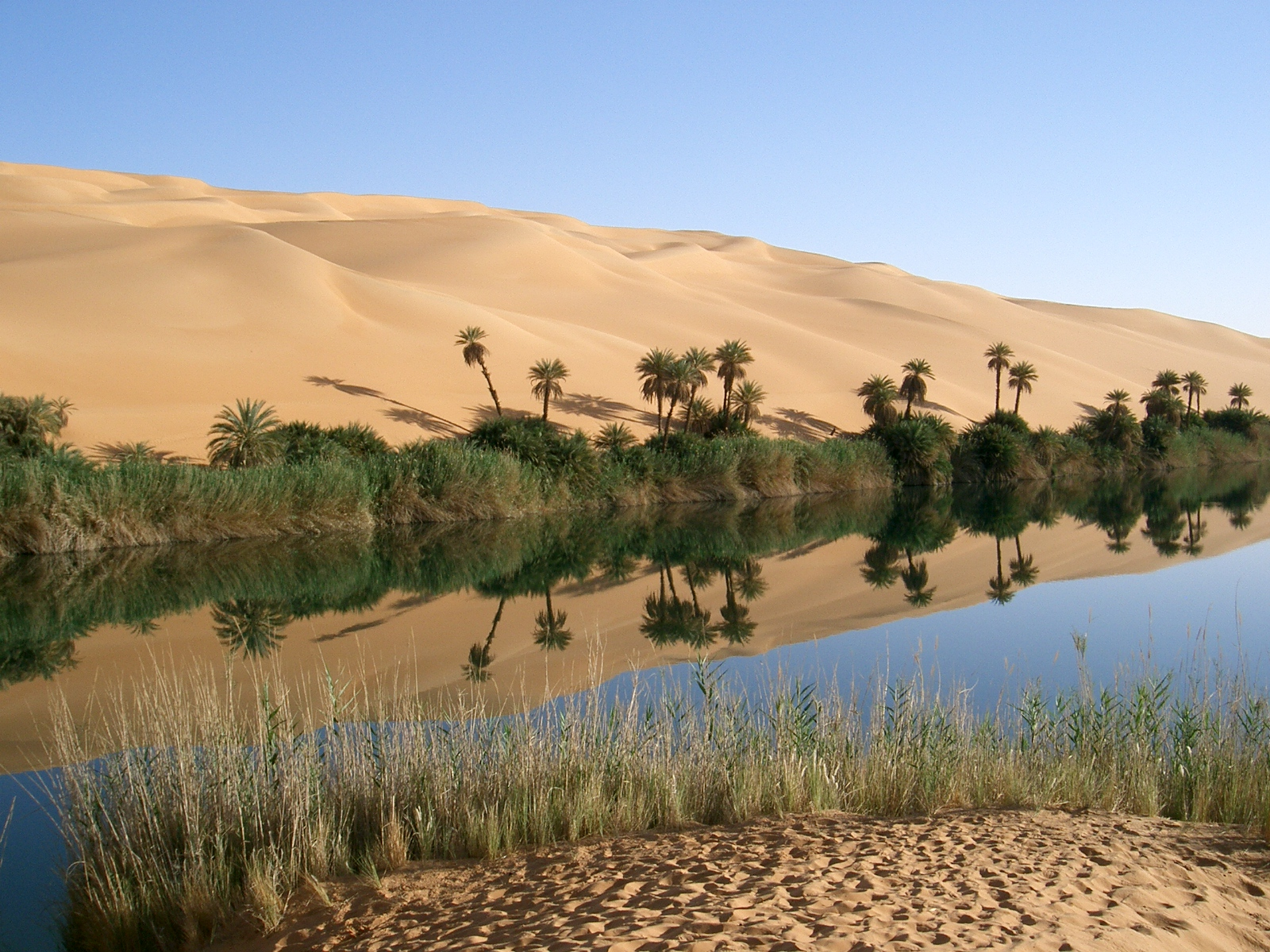
واحة أوباري في ليبيا: تحديات المياه والتصحر في صحراء الجنوب

### إمدادات المياه
يتراوح معدل هطول الأمطار السنوي بين 200 و 600 ملم فقط في الأجزاء الصالحة للزراعة في ليبيا. مشروع النهر الصناعي العظيم، المصمم لجلب المياه من طبقات المياه الجوفية الأحفورية تحت الصحراء، ليس له جدوى طويلة الأجل بسبب الطبيعة المحدودة للاحتياطيات الأحفورية. من الشواغل البيئية الرئيسية في ليبيا استنفاد المياه الجوفية نتيجة الاستخدام المفرط في التطورات الزراعية، مما يتسبب في الملوحة وتغلغل مياه البحر في طبقات المياه الجوفية الساحلية. مشروع النهر الصناعي العظيم، قيد التطوير حاليًا لنقل المياه من طبقات المياه الجوفية الكبيرة تحت الصحراء الكبرى إلى المدن الساحلية، هو أكبر مشروع إمداد بالمياه في العالم.

### معالجة مياه الصرف الصحي
في ليبيا، تتم إدارة معالجة مياه الصرف الصحي البلدية من قبل الشركة العامة للمياه والصرف الصحي في ليبيا، والتي تقع ضمن اختصاص وزارة الإسكان والمرافق الحكومية. يوجد ما يقرب من 200 محطة لمعالجة مياه الصرف الصحي في جميع أنحاء البلاد، ولكن القليل من المحطات تعمل. في الواقع، توجد 36 مصنعًا أكبر في المدن الكبرى ؛ ومع ذلك، فإن تسعة منها فقط تعمل، والباقي قيد الإصلاح.
تقع أكبر محطات معالجة مياه الصرف الصحي العاملة في سرت وطرابلس ومصراتة، بطاقة تصميمية تبلغ 21.000 و 110.000 و 24.000 متر مكعب / يوم على التوالي. علاوة على ذلك، فإن غالبية مرافق الصرف الصحي المتبقية عبارة عن محطات صغيرة ومتوسطة الحجم بسعة تصميمية تبلغ حوالي 370 إلى 6700 متر مكعب / يوم. لذلك، تتم معالجة 145800 متر مكعب / يوم أو 11 في المائة من مياه الصرف الصحي، ويتم إطلاق الباقي في المحيط والبحيرات الاصطناعية على الرغم من عدم معالجتها. في الواقع، تؤدي محطات معالجة مياه الصرف الصحي غير العاملة في طرابلس إلى انسكاب أكثر من 1،275،000 متر مكعب من المياه غير المعالجة في المحيط يوميًا. 

### التلوث والتصحر
مشكلة بيئية كبيرة أخرى في ليبيا هي تلوث المياه. يهدد التأثير المشترك لمياه الصرف الصحي ومشتقات النفط والنفايات الصناعية الساحل الليبي والبحر الأبيض المتوسط بشكل عام. تمتلك ليبيا 0.8 كيلومتر مكعب من مصادر المياه المتجددة، 87٪ منها تستخدم في الزراعة و 4٪ للأغراض الصناعية. فقط حوالي 68٪ من سكان المناطق الريفية لديهم مياه شرب نقية. تنتج المدن الليبية حوالي 0.6 مليون طن من النفايات الصلبة سنويًا. تتم مكافحة التصحر في المناطق الخصبة الحالية من خلال زراعة الأشجار كمصدات للرياح.

### الأنواع المهددة بالإنقراض
اعتبارًا من عام 2001، تعرض 11 نوعًا من الثدييات في ليبيا و 2 من أنواع الطيور للخطر. كما تعرض حوالي 41 نوعًا من النباتات إلى خطر الانقراض. تشمل الأنواع المهددة بالانقراض في ليبيا فقمة البحر المتوسط، والفهد، والغزال ذو القرون النحيلة. انقرض بوبال حارتبيست ومها الصحراء.